# Idiocera (Idiocera) kuwayamai
Idiocera (Idiocera) kuwayamai is een tweevleugelige uit de familie steltmuggen (Limoniidae). De soort komt voor in het Palearctisch gebied.